# Episodi di Body of Proof (prima stagione)
La prima stagione della serie televisiva Body of Proof, composta da 9 episodi, è stata trasmessa in prima visione in Italia dal canale satellitare Fox Life dal 25 gennaio al 29 marzo 2011. Oltre ai nove episodi della stagione, il canale italiano ha trasmesso altri quattro episodi (rispettivamente come 9º, 11º, 12º e 13º episodio), in realtà ufficialmente parte della seconda stagione, seguendo così l'ordine di produzione degli episodi. In chiaro la stagione è stata trasmessa da Rai 2 dal 24 marzo 2012.
Negli Stati Uniti d'America, paese d'origine della serie, la stagione di nove episodi è stata trasmessa da ABC dal 29 marzo al 17 maggio 2011. Negli Stati Uniti la prima stagione è stata trasmessa con un differente ordine rispetto a quello di produzione.
Nella Svizzera italiana è stata trasmessa da RSI LA1 dal 13 aprile al 22 giugno 2011,
| nº | Titolo originale  | Titolo italiano         | Prima TV USA   | Prima TV Italia  |
| -- | ----------------- | ----------------------- | -------------- | ---------------- |
| 1  | Pilot             | Quando le cose cambiano | 29 marzo 2011  | 25 gennaio 2011  |
| 2  | Letting Go        | Lasciami andare         | 3 aprile 2011  | 1º febbraio 2011 |
| 3  | Helping Hand      | Una mano amica          | 5 aprile 2011  | 8 marzo 2011     |
| 4  | Talking Heads     | Il puzzle               | 12 aprile 2011 | 1º marzo 2011    |
| 5  | Dead Man Walking  | Condannato a morte      | 19 aprile 2011 | 29 marzo 2011    |
| 6  | Society Hill      | Alta società            | 26 aprile 2011 | 22 febbraio 2011 |
| 7  | All in the Family | Tutto in famiglia       | 3 maggio 2011  | 15 febbraio 2011 |
| 8  | Buried Secrets    | Segreti sepolti         | 10 maggio 2011 | 8 febbraio 2011  |
| 9  | Broken Home       | Problemi di famiglia    | 17 maggio 2011 | 15 marzo 2011    |

## Quando le cose cambiano
- Titolo originale: Pilot
- Diretto da: Nelson McCormick
- Scritto da: Christopher Murphey

### Trama
Megan Hunt è un famoso neurochirurgo. Un giorno ha un incidente d'auto mentre sta parlando al telefono. Viene portata in ospedale e, dopo essersi ripresa, le viene diagnosticata una parestesia (ovvero una scarsa percezione del tatto) alle mani. Megan decide comunque di tornare al lavoro finché, per sbaglio, non uccide un uomo durante un'operazione. Viene quindi licenziata e costretta a trovarsi un altro lavoro, diventando medico legale. Megan ha divorziato non da molto dal marito, che la accusa di prestare attenzione solo al suo lavoro, ed ha una figlia di 12 anni, ora in affidamento esclusivo al padre. La ragazza sta per compiere gli anni, ma la madre non sa cosa regalarle. Nel frattempo, è impegnata nelle indagini sull'omicidio di una ragazza morta annegata in un lago, dopo che sembra essere stata colpita alla testa. A condurre le indagini insieme a lei c'è il suo collega Peter Dunlop, detective ed anch'egli medico legale. I due fanno ricerche opposte a quelle della polizia di Filadelfia, capitanate di detective Bud Morris e Samantha Baker. Alla fine Megan riesce a scoprire chi è il vero colpevole, ovvero la moglie dell'amante della vittima, la quale aveva avvelenato l'acqua della ragazza. Questa, mentre faceva jogging, l'aveva bevuta ed era svenuta, cadendo poi nel lago dove aveva battuto la testa su qualcosa di metallico sommerso, per quindi annegare. Megan, inoltre, capisce che cosa regalare alla figlia Lacey, cioè la chiave della sua casa, facendole capire di voler instaurare un rapporto con lei.

## Lasciami andare
- Titolo originale: Letting Go
- Diretto da: Nelson McCormick
- Scritto da: Christopher Murphey e Matthew Gross

### Trama
Due fidanzati entrambi morti nella loro auto vengono ritrovati dalla polizia. Megan e Peter vengono subito contattati per fare luce sul caso. All'inizio sembra che si tratti di un suicidio collettivo, dato che la pistola che ha sparato i due colpi si trova nella mano del fidanzato. Megan però scopre che il ragazzo era destrorso, dato che la mano destra è più rovinata e più consumata, segno che è anche la più usata, e che invece la pistola si trova nella mano sinistra, segno che si è trattato di un omicidio, qualcun altro infatti deve avergli messo la pistola in mano. I genitori della ragazza vengono subito contattati e messi al corrente della situazione. Megan intanto dà tempo a Lacey, sua figlia, per diventarle amica. Cosa che non sono da molto tempo, ma che Megan vorrebbe molto. Dopo varie ricerche, Megan capisce chi è il colpevole del doppio omicidio: il padre della ragazza. Questo infatti non tollerava la relazione tra i due e, quando questi sono usciti insieme, li ha seguiti e ha portato con sé una pistola. All'inizio voleva uccidere solo il fidanzato della figlia, ma quando per errore uccide la figlia, spara anche al fidanzato. Più tardi mette la pistola nelle mani del fidanzato e fugge. L'uomo viene quindi arrestato per omicidio plurimo.

## Una mano amica
- Titolo originale: Helping Hand
- Diretto da: John Terlesky
- Scritto da: Corey Miller

### Trama
Il cadavere di una giovane donna viene rinvenuto in uno squallido Motel. L'abbigliamento della defunta non si addice al luogo del ritrovamento e le prime indagini rivelano che si tratta di un'assistente sociale molto scrupolosa. Megan però scopre che la donna in passato è stata una sua paziente.

## Il puzzle
- Titolo originale: Talking Heads
- Diretto da: Christine Moore
- Scritto da: Diane Ademu-John

### Trama
In un vicolo vengono ritrovati una mano e un piede, e il team di Megan deve risalire alla vittima. Intanto, il rapporto tra Lacey e la madre subisce un'evoluzione.

## Condannato a morte
- Titolo originale: Dead Man Walking
- Diretto da: Matthew Gross
- Scritto da: Christopher Murphey

### Trama
Megan dovrà indagare sulla misteriosa morte di una donna, affrontando vecchi demoni quando visita un suo ex capo all'ospedale dove lavorava.

## Alta società
- Titolo originale: Society Hill
- Diretto da: Kate Woods
- Scritto da: Matthew V. Lewis

### Trama
L'editor di un famoso giornale viene uccisa nella sua villa. Megan accetta l'invito della madre ad un party, dove è presente anche un sospettato dell'omicidio.

## Tutto in famiglia
- Titolo originale: All in the Family
- Diretto da: John Polson
- Scritto da: Sam Humphrey

### Trama
Un uomo viene accoltellato in un quartiere altolocato alla periferia di Filadelfia. Questo caso ricorda a Megan di come venne a conoscenza della morte del padre.

## Segreti sepolti
- Titolo originale: Buried Secrets
- Diretto da: David Platt
- Scritto da: Christopher Murphey e Sunil Nayar

### Trama
La squadra indaga sulla morte di un collega della Omicidi. Per procedere nell'investigazione, Megan deve chiedere un favore alla madre, un giudice, con cui ha un pessimo rapporto.

## Problemi di famiglia
- Titolo originale: Broken Home
- Diretto da: Nelson McCormick
- Scritto da: Andrew Dettman

### Trama
Megan indaga sull'omicidio di un giovane filantropo dell'alta società che aveva una malattia terminale.